# Veranstaltungskaufmann
Veranstaltungskaufmann/-frau ist ein staatlich anerkannter Ausbildungsberuf nach dem Berufsbildungsgesetz (BBiG).
Der Beruf bezieht sich vielseitig und international ausgerichtet auf den Veranstaltungsmarkt. Bei einer Ausbildung in Dienstleistungsunternehmen im Veranstaltungswesen, bei ausstellenden Unternehmen aller Wirtschaftszweige oder bei kommunalen Verwaltungen werden insbesondere kaufmännische Fähigkeiten als auch Kenntnisse in Organisation, Planung und Durchführung von Veranstaltungen jeder Art vermittelt. Die halbe Ausbildungszeit ist durch die Vermittlung von kaufmännischen, technischen sowie sozialen Kompetenzen gekennzeichnet. Dazu gehören moderne Informations- und Kommunikationstechniken, Marketing, Vertrieb, kaufmännische Steuerung und Kontrolle. Kundenorientierung hat in der Veranstaltungsbranche ein überwiegend großes Gewicht.
Diese relativ neue Ausbildung, die von der Industrie- und Handelskammer abgenommen wird, wurde erstmals im Jahre 2001 angeboten. Es handelt sich dabei um einen neuen Ausbildungsberuf und nicht um die Modernisierung eines bereits vorhandenen wie etwa um den des Medizinischen Fachangestellten, der früher Arzthelfer hieß. Die Ausbildung dauert in der Regel drei Jahre. Auszubildende, die bereits über die Hochschulreife verfügen, können die Ausbildungszeit auf Antrag um ein Jahr verkürzen. Aufgrund relativ hoher Anforderungen (z. B. an die Fähigkeit des selbständigen Arbeitens) und den gesetzlichen Bestimmungen (insb. Jugendarbeitsschutzgesetz) gehen die Unternehmen immer mehr dazu über, Bewerber mit Abitur einzustellen. Gleichzeitig ist der Frauen- und Umschüleranteil überproportional hoch.

## Ausbildungsstätten und Arbeitsgebiete
Kulturwirtschaft (Schwerpunkt Privatkunden)
- Theater- und Konzertveranstalter
- Opern- und Schauspielhäuser, Konzerthallen, Gastspieldirektionen u. ä.
- Museen und Kunstausstellungen
- Öffentliche Verwaltung auf den Gebieten Bildung und Kultur

MICE-Industry (Schwerpunkt Unternehmen)
- Veranstalter von Kongressen, Tagungen, Konferenzen oder Seminaren
- Veranstalter für Präsentationen auf Messen u. ä.
- Dienstleistung im Bereich Veranstaltungstechnik und Messebau
- Messegesellschaften

Klassische Agenturen (Schwerpunkt Selbstproduktionen)
- Event-, Veranstaltungs- und Künstleragenturen
- Literatur- und Modelagenturen

## Voraussetzungen, Eignung und Interessen
- Neigung zu planenden, organisierenden Tätigkeiten
- Einfallsreichtum, Improvisationsfähigkeit, Kreativität, gutes Gedächtnis
- Gutes allgemeines intellektuelles Leistungsvermögen (inkl. hohe Allgemeinbildung)
- Gute Wahrnehmungs- und Bearbeitungsgeschwindigkeit (Brandmanagement, Flexibilität)
- Gutes mündliches und schriftliches Ausdrucksvermögen (Beratung, Verkauf, PR)
- Gute rechnerisch-mathematische Fähigkeiten (Kosten- und Leistungsrechnung)
- Teamfähigkeit

## Ausbildung
Der Veranstaltungskaufmann ist ein dualer Ausbildungsberuf. Die meisten Berufsschulen bieten eine Blockbeschulung an, d. h. man ist regelmäßig mindestens eine Woche am Stück in der Schule. Jede Woche ein Tag in der Schule ist in diesem Beruf eher selten, da nicht sehr viele Berufsschulen den Unterricht für Veranstaltungskaufleute anbieten, in Bayern beispielsweise nur vier Schulen (Erlangen, Günzburg, Straubing, Starnberg).
Die Schwerpunkte der Berufsschule sind im ersten Lehrjahr allgemeine und spezielle Betriebswirtschaftslehre. Dieses erste Jahr ist identisch mit den Lehrplan des Kaufmann im Gesundheitswesen, des Sport- und Fitnesskaufmann und des Kaufmann für Tourismus und Freizeit.
Im zweiten Lehrjahr wird insbesondere auf die Planung und Durchführung von Veranstaltungen inklusive Kosten- und Leistungsrechnung eingegangen. Das dritte Lehrjahr runden die Bereiche Veranstaltungsrecht, Marketing und Personaleinsatz ab.
Die untere Tabelle zeigt die Verteilung der Lernfelder gemäß Rahmenlehrplan:
| Unterrichtsfächer                           | 1. Ausbildungsjahr | 2. Ausbildungsjahr | 3. Ausbildungsjahr |
| ------------------------------------------- | ------------------ | ------------------ | ------------------ |
| Betriebsprozesse und Branchenstrukturen:    | 80                 | –                  | –                  |
| Berufsbildung und Arbeitsschutz:            | 60                 | –                  | –                  |
| Rechnungswesen:                             | 80                 | –                  | –                  |
| Marketing:                                  | 100                | –                  | –                  |
| Beschaffungswirtschaft:                     | –                  | 80                 | –                  |
| Investition und Finanzierung:               | –                  | 80                 | –                  |
| Veranstaltungskonzeption und -organisation: | –                  | 120                | –                  |
| Veranstaltungsmarketing:                    | –                  | –                  | 40                 |
| Dienstleistungsprozesse:                    | –                  | –                  | 80                 |
| Controlling:                                | –                  | –                  | 80                 |
| Personalwirtschaft:                         | –                  | –                  | 80                 |
| Unterrichtsstunden je Ausbildungsjahr       | 320                | 280                | 280                |

Zusätzlich werden die allgemeinen Fächer Englisch, Deutsch, Sozialkunde, Sport und Religion/Ethik unterrichtet. Dazu liegen jedoch keine verbindlichen Zeitvorgaben vor.
Im Betrieb wird dieses Fachwissen in den jeweiligen Abteilungen oder alternativ bei externen Verbundmitgliedern angewendet und vertieft. Der Betrieb ist alleine für die Unterweisung im Bereich Veranstaltungstechnik zuständig.

## Optionale Weiterbildungen
Die fachspezifische, praktische Weiterbildung ist der Veranstaltungsfachwirt.
Je nach späterer beruflicher Ausrichtung ist allerdings auch ein Fachwirt im Bereich Medien, Tourismus und Gastgewerbe denkbar. Als technische Spezialisierung existiert der Meister der Veranstaltungstechnik, welcher in den Fachrichtungen Bühne/Studio, Halle und Beleuchtung angeboten wird.
Als höhere theoretische Ausbildung ist ein Studium der Betriebswirtschaft mit Schwerpunkt Veranstaltungsmanagement (z. B. Fachhochschule Oldenburg/Ostfriesland/Wilhelmshaven) oder das Studium des Tourismusmanagements (z. B. Hochschule Harz) denkbar. Diverse Universitäten und Hochschulen entwickeln derzeit mehrere Studiengänge im Bereich Event- und Kulturmanagement.
Als grundlegende Weiterbildung ist zudem u. a. der Eventmanagement-Ökonom an einer Verwaltungs- und Wirtschaftsakademie, der International Event Organiser (IEO) an der IECA oder der Musikmanager an der EBAM denkbar. Die Weiterbildungsmöglichkeiten werden aufgrund der Attraktivität der Branche (Zustrom an Quereinsteigern) und ändernder rechtlicher Rahmenbedingungen (Professionalisierung) weiter ausgebaut und kommerzialisiert.

## Prüfungen
In der Mitte der Ausbildungszeit, auch bei Verkürzungen, findet eine Zwischenprüfung statt. Diese Prüfung ist eine Zulassungsvoraussetzung zur Abschlussprüfung, deren Note aber in diese nicht eingeht.
Die Abschlussprüfung besteht aus drei schriftlichen Prüfungen: Veranstaltungswirtschaft, Veranstaltungsorganisation, Wirtschaft und Sozialkunde. Diese Fächer können in einer mündlichen Ergänzungsprüfung nachträglich bestanden werden.
Das mündliche Fachgespräch stellt gleichzeitig die praktische Prüfung dar. Dieses Gespräch dauert bis zu 20 Minuten und hat als Schwerpunkte Leistungsverkauf, Vertragsrecht und Marketing.